# David Odiete
David Michael Odiete (Reggio nell'Emilia, 24 febbraio 1993) è un rugbista a 15 italiano, utility back del Nizza e internazionale per l'Italia.

## Biografia
Figlio di padre nigeriano, Odiete praticò fino al 2008 l'atletica leggera cimentandosi come velocista.
Decise poi di dedicarsi al rugby, formandosi con il Reggio Emilia.
Nel 2012 iniziò a giocare a livello professionistico con la franchise delle Zebre impegnata nel Pro12.
Nella stagione successiva fu autore di una meta nella storica prima vittoria delle Zebre nel torneo, ottenuta il 20 settembre 2013 in trasferta contro i Cardiff Rugby col punteggio di 30-25.
Dopo tre stagioni ottenne la rescissione anticipata del contratto, trasferendosi al Mogliano per disputare il campionato di Eccellenza.
Già reduce da tutta la trafila delle giovanili, comprese le esperienze con l'Nazionale Under 20, l'Italia 7s e la Nazionale Emergenti, debuttando a Saint-Denis contro la Francia, nella partita inaugurale del Sei Nazioni 2016, David Odiete divenne il primo giocatore nativo italiano di colore a vestire la maglia azzurra e, nell'incontro con l'Irlanda a Dublino, realizzò la sua prima meta internazionale.
Nel 2016 venne ingaggiato dal Benetton per la stagione di Pro12 2016-2017, collezionando 15 presenze e segnando 4 mete. Al termine dell stagione regolare decise di vestire la maglia del Rovigo per la stagione successiva in Eccellenza. A Rovigo diviene punto di riferimento del club collezionando nei suoi tre anni nel Polesine 49 presenze e 206 punti, ben 21 le mete nel TOP12 2018-2019. A gennaio 2020 conquista il suo primo titolo, la Coppa Italia.
A campionato ormai fermo causa pandemia, si accorda per il trasferimento a Digione in terza serie francese Federale 1.

## Palmarès
- Coppe Italia: 1
Rovigo: 2019-20